# Lignères
Lignères é uma comuna francesa na região administrativa da Normandia, no departamento Orne. Estende-se por uma área de 5,71 km². Em 2010 a comuna tinha 29 habitantes (densidade: 5,1 hab./km²).